# Gante-Wevelgem 1964
La Gante-Wevelgem 1964 fue la 26ª edición de la carrera ciclista Gante-Wevelgem y se disputó el 3 de marzo de 1964 sobre una distancia de 251 km.  
El francés Jacques Anquetil (Saint Raphael-Gitane-Campagnolo) se impuso en la prueba al imponerse al sprint en la línea de meta. Sus compatriotas Yvo Molenaers y Rik Van Looy completaron el podio. 

## Clasificación final
| Posición | Ciclista             | Equipo                          | Tiempo    |
| -------- | -------------------- | ------------------------------- | --------- |
| 1        | Jacques Anquetil     | Saint Raphael-Gitane-Campagnolo | 5h 36'20" |
| 2        | Yvo Molenaers        | Wiel's-Groene Leeuw             | m.t.      |
| 3        | Rik Van Looy         | Solo-Superia                    | m.t.      |
| 4        | Benoni Beheyt        | Wiel's-Groene Leeuw             | m.t.      |
| 5        | Peter Post           | Flandria-Romeo                  | m.t.      |
| 6        | Jan Janssen          | Pelforth-Sauvage-Lejeune        | m.t.      |
| 7        | Georges Vandenberghe | Flandria-Romeo                  | m.t.      |
| 8        | Joseph Wouters       | Libertas                        | m.t.      |
| 9        | Noël Fore            | Flandria-Romeo                  | m.t.      |
| 10       | Lode Troonbeeckx     | Dr. Mann                        | m.t.      |